# روبردوكسين

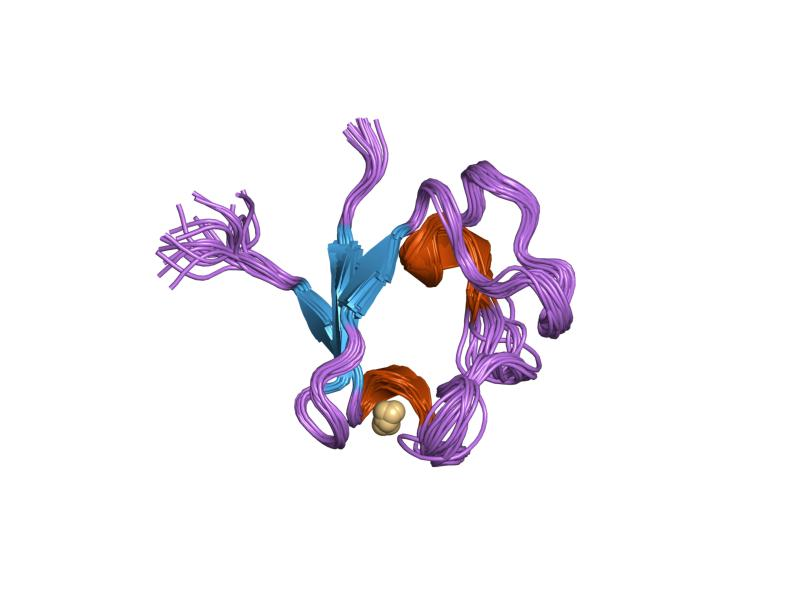
تمثيل لبنية الروبردوكسين

الروبردوكسينات هي نوع من البروتينات منخفضة الوزن الجزيئي الحاوية على الحديد، والتي يعثر عليها في البكتريا والعتائق المستقلبة للكبريت. تصنف الروبردوكسينات أحياناً ضمن البروتينات الحديدية-الكبريتية، ولكن على العكس من الأخيرة فإن الروبردوكسينات لا تحوي على روابط كبريتيد لاعضوية. كما هو الحال في مركبات السيتوكروم والفيرّيدوكسينات فإن الروبردوكسينات تشارك في عمليات انتقال الإلكترون الحيوية في الأجسام الحية. ويظن أن لها دور في إبراز الحديد إلى البروتينات الفلزيةمثلما بينت الأبحاث على البكتريا؛ والطحالب.